# ゆいカード
ゆいカードは、沖縄都市モノレール線（ゆいレール）で利用可能であった乗車カード。
2003年8月10日、沖縄都市モノレールの運行開始とともに導入され、2014年10月29日まで取扱いを行っていた。以下、特記ない限り廃止時点での情勢を記す。

## 概要
沖縄都市モノレール線全駅で使用可能なストアードフェアシステムの磁気乗車カードであり、自動券売機で購入可能で、入出場の際に自動改札機に通して使用する。
- 金額は1000円、3000円、5000円の3種があるが、プレミアムは付かない。ただし、記念カード等として、利用額の8割（1000円券が800円、3000円券が2400円、5000円券が4000円）で発売されたことがある。
- 自動券売機で現金と同様に使用することもできるが、購入できるのは普通券のみ。回数券・他社券・一日乗車券（二日・三日乗車券）・定期券の購入はできない。
- 残額が初乗り運賃である220円に満たない場合は入場できないため、券売機にて現金と併用し切符を買う必要がある。
- 大人用のみの発売で、小人用の設定はない。小人運賃で利用する場合、券売機にて乗車券に換える必要がある。
- 毎年発行されている開業記念カードは窓口での販売となる。
- 各駅で汎用デザインを扱うほか、「ゆいレール展示館」(沖縄都市モノレール本社敷地内)、那覇空港、久米島空港、宮古空港、（旧）石垣空港と沖縄本島の一部ホテル内に設置されている自動販売機では、各設置場所に因んだデザインの1000円券が売られていた。

沖縄本島内路線バスとの共通利用が可能なICカード「OKICA」の導入に伴い、2014年9月8日限りで各駅の自動券売機での販売を終了し、窓口でも同年10月14日で販売終了となり、10月29日限りで利用停止となった。その後、県庁前駅窓口にて無手数料での払い戻しを行っていたが、2019年3月31日限りで払い戻しの取扱いを終了した。